# Dikembe Mutombo
Dikembe Mutombo Mpolondo Mukamba Jean-Jacques Wamutombo (Léopoldville, 25 de junho de 1966 – Atlanta, 30 de setembro de 2024) foi um basquetebolista congolês-americano que atuou como pivô.
Com 2,18 m e 120 kg, Mutombo, que começou sua carreira em Georgetown, é comumente considerado um dos maiores bloqueadores de arremessos e um dos maiores jogadores defensivos de todos os tempos, tendo vencido o Prêmio de Jogador Defensivo do Ano da NBA por quatro vezes. Em 10 de janeiro de 2007, Deke, como é conhecido, ultrapassou Kareem Abdul-Jabbar e tornou-se o segundo bloqueador de arremessos mais prolífico da história da NBA, atrás apenas de Hakeem Olajuwon. O congolês teve uma média de duplo-duplo na maior parte de sua carreira e está empatado com Hakeem Olajuwon pelo primeiro lugar de todos os tempos em triplos-duplos que envolvem pontos, rebotes e bloqueios.
Na conclusão dos playoffs da NBA de 2009, Mutombo anunciou sua aposentadoria. No total, o pivô atuou em 18 temporadas da NBA. Em 11 de setembro de 2015, foi introduzido no Naismith Memorial Basketball Hall of Fame.
Fora do basquete, Mutombo colheu os frutos da carreira de sucesso e exerceu o cargo de embaixador global da NBA. Também se dedicou a trabalhos humanitários, algo que já fazia enquanto jogador.

## Primeiros anos
Mutombo nasceu em 25 de junho de 1966, em Léopoldville (atualmente Quinxassa), na República Democrática do Congo, um dos 10 filhos de Samuel e Biamba Marie Mutombo. Ele fala inglês, francês, espanhol, português e cinco línguas da África Central, incluindo lingala e tshiluba. Ele é membro do grupo étnico Lubas.
No ensino médio, Mutombo foi para a Boboto College em Quinxassa, na República Democrática do Congo, para estabelecer as bases para sua carreira médica, pois as aulas eram mais desafiadoras lá. Por volta dos 16 anos, Mutombo decidiu trabalhar também em sua carreira no basquete. Ele mudou-se para os Estados Unidos em 1987, aos 21 anos, para se matricular na faculdade.

## Carreira universitária
Mutombo frequentou a Universidade de Georgetown com uma bolsa da USAID. Ele originalmente pretendia se tornar médico, mas o treinador de basquete John Thompson o recrutou. Ele quase não falava inglês quando chegou a Georgetown e estudou no programa de ESL.
Mutombo chegou a bloquear 12 arremessos em um jogo durante seu primeiro ano de basquete universitário. Aproveitando o poder de bloqueio de chutes de Mutombo e do companheiro de equipe Alonzo Mourning, os fãs de Georgetown criaram uma seção "Rejeição" sob a cesta, adicionando uma grande silhueta de uma mão estendida a um banner para cada arremesso bloqueado durante o jogo. O congolês foi eleito o Jogador Defensivo do Ano da Big East por duas vezes, em 1990 (compartilhado com Mourning) e em 1991.
Em Georgetown, a experiência e os interesses internacionais de Mutombo se destacaram. Como muitos outros estudantes universitários da área de Washington, ele serviu como estagiário de verão, uma vez para o Congresso dos Estados Unidos e outra para o Banco Mundial. Em 1991, ele se formou com bacharelado em linguística e diplomacia.

## Carreira profissional

### Denver Nuggets
No Draft da NBA de 1991, o Denver Nuggets escolheu Mutombo com a quarta escolha geral. Ele desenvolveu um sinal de negativo com o dedo após fazer um bloqueio como uma forma de provocação e se tornar mais comercializável e ganhar contratos. Nesse ano, Mutombo estrelou um anúncio da Adidas que usava a frase de efeito "Homens não voam na casa de Mutombo", uma referência ao seu prolífico bloqueio. Como novato, Mutombo foi selecionado para o All-Star Game e teve uma média de 16,6 pontos, 12,3 rebotes e quase três bloqueios por jogo.
Mutombo começou a se estabelecer como um dos melhores jogadores defensivos da liga, apresentando regularmente grandes rebotes e bloqueios. A temporada de 1993–94 viu o Denver continuar a melhorar com Mutombo como a pedra angular da franquia. Durante essa temporada, ele teve médias de 12,0 pontos, 11,8 rebotes e 4,1 bloqueios. Com isso, ele ajudou os Nuggets a terminarem com um recorde de 42-40 e se classificar como a oitava melhor campanha nos playoffs. Eles foram confrontados com o Seattle SuperSonics na primeira rodada.
Depois de começar com um déficit de 0-2 na série de cinco jogos, Denver venceu três jogos consecutivos para obter uma grande reviravolta nos playoffs, tornando-se a primeira oitava melhor campanha a derrotar a melhor campanha em uma série de playoffs da NBA. No final do jogo 5, Mutombo memoravelmente agarrou o rebote da vitória e caiu no chão, segurando a bola por cima da cabeça em um momento de alegria. A presença defensiva de Mutombo foi a chave para a vitória frustrada; seu total de 31 bloqueios permanece um recorde para uma série de cinco jogos. Na segunda rodada dos playoffs, os Nuggets caíram para o Utah Jazz por 4-3 na rodada seguinte.
Na temporada seguinte, ele foi selecionado para seu segundo All-Star Game e recebeu o prêmio de Jogador Defensivo do Ano da NBA. Mas Denver não conseguiu aproveitar o sucesso dos playoffs anteriores, já que Mutombo não tinha um elenco de apoio de qualidade ao seu redor. Durante sua última temporada com os Nuggets, Mutombo teve uma média de 11,0 pontos, 11,8 rebotes e um recorde na carreira de 4,5 bloqueios por jogo.
Na conclusão da temporada de 1995–96, Mutombo tornou-se um agente livre e supostamente buscou um contrato de 10 anos, algo que os Nuggets consideraram impossível de oferecer. Bernie Bickerstaff, então gerente geral dos Nuggets, disse mais tarde que não trazer Mutombo de volta foi seu maior pesar como GM.

### Atlanta Hawks
Depois da temporada de 1995–96, Mutombo assinou um contrato de agente livre de cinco anos e 55 milhões de dólares com o Atlanta Hawks.
Ele levou Atlanta a mais de 50 vitórias em 1996–97 (56-26) e 1997–98 (50-32). Os Hawks derrotaram o Detroit Pistons em cinco jogos na primeira rodada dos playoffs de 1997, mas perdeu em cinco jogos na segunda rodada para o Chicago Bulls. Mutombo ganhou o Prêmio de Jogador Defensivo do Ano em ambos os anos, continuando a apresentar excelentes números defensivos com sua nova equipe. Durante a curta temporada de 1998–99, ele foi o vencedor do Prêmio IBM da NBA, um prêmio de jogador do ano determinado por uma fórmula computadorizada. Naquele ano, a NBA proibiu o abanar de dedo de Mutombo e, após um período de protestos, ele cumpriu a nova regra.
No que seria sua última temporada completa com os Hawks em 1999–2000, Mutombo teve uma média de 11,5 pontos, o recorde da liga de 14,1 rebotes e 3,3 bloqueios. Em 14 de dezembro de 1999, Mutombo marcou 27 pontos, em 11 de 11 arremessos, agarrou um recorde da temporada de 29 rebotes e registrou um recorde de seis bloqueios para ganhar do Minnesota Timberwolves.

### Philadelphia 76ers

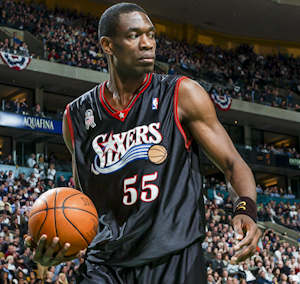
Mutombo atuando pelo 76ers em 2002

No prazo final de negociação de fevereiro de 2001, os Hawks negociaram Mutombo com o líder da Conferência Leste, Philadelphia 76ers, junto com Roshown McLeod, em troca de Pepe Sánchez, Toni Kukoč, Nazr Mohammed e Theo Ratliff. Uma semana antes, Mutombo jogou no All-Star Game; ele liderou o jogo com 22 rebotes e três bloqueios. 
Na sua melhor temporada como profissional, Mutombo ganhou seu quarto prêmio de Jogador Defensivo do Ano. Durante os Playoffs de 2001, eles derrotaram o Indiana Pacers em quatro jogos, Toronto Raptors em sete jogos e o Milwaukee Bucks em uma série de sete jogos. Durante o Jogo 7 contra o Bucks, Mutombo registrou 23 pontos, 19 rebotes e sete bloqueios para vencer a série.
Depois de vencer o Jogo 1 das Finais contra o Los Angeles Lakers (o único jogo do playoff que o Lakers perdeu em 2001), os Sixers perderam os próximos quatro jogos e a série. Enfrentando Shaquille O'Neal, Mutombo teve uma média de 16,8 pontos, 12,2 rebotes e 2,2 bloqueios. 
Como um agente livre, ele voltou a assinar com os Sixers após a temporada para um contrato de US $ 68 milhões por quatro anos.

### New Jersey Nets
A temporada de 2001–02 viu uma mudança na hierarquia da conferência oriental; o Sixers foi eliminado na primeira rodada dos playoffs, enquanto o New Jersey Nets subiu para o topo da classificação, chegando às finais contra os Lakers (os Nets foram varridos). 
Procurando por um pivô para competir com nomes de peso como Shaquille O'Neal e Tim Duncan, os Nets enviaram Keith Van Horn e Todd MacCulloch para a Filadélfia em troca de Mutombo. Mas Mutombo passou a maior parte da temporada com uma lesão persistente que o limitou a apenas 24 jogos. Ele geralmente era incapaz de jogar nos playoffs, normalmente servindo como o sexto homem durante a segunda final consecutiva dos Nets (eles perderam para o San Antonio Spurs em seis jogos).
Depois de uma temporada contenciosa em Nova Jersey, os Nets o dispensaram.

### New York Knicks
Em outubro de 2003, ele assinou um contrato de dois anos com o New York Knicks.
Depois de uma atuação dominante contra o rival New Jersey Nets, que incluiu 11 bloqueios, os fãs do Knicks começaram a fazer o antigo gesto de Mutombo. Ele optou por responder na mesma moeda depois que um árbitro lhe disse que, enquanto o gesto não fosse dirigido a um jogador em particular, a liga não o puniria.
Em agosto de 2004, os Knicks trocaram-no para o Chicago Bulls, junto com Cezary Trybański, Othella Harrington e Frank Williams, em troca de Jerome Williams e Jamal Crawford.

### Houston Rockets

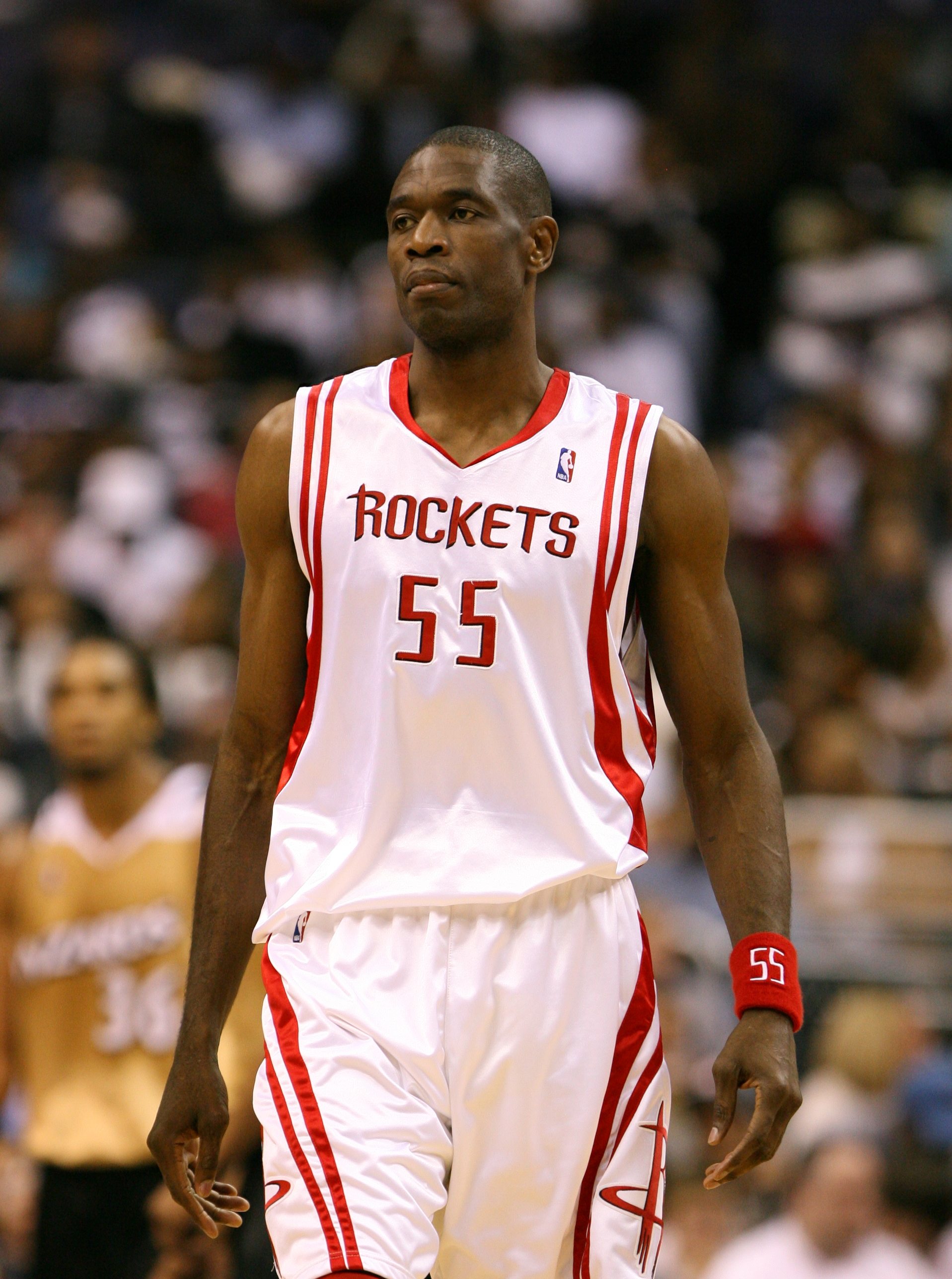
Mutombo atuando pelo Houston Rockets em dezembro de 2006

Antes da temporada de 2004–05, os Bulls trocaram Mutombo para o Houston Rockets em troca de Mike Wilks, Eric Piatkowski e Adrian Griffin.
Yao Ming e Mutombo formaram um dos combos centrais mais produtivos da NBA. Em sua primeira temporada com os Rockets, Mutombo teve uma média de 4,0 pontos, 5,3 rebotes e 1,3 roubadas de bola. Os Rockets perderam na primeira rodada dos playoffs para o Dallas Mavericks.
Em 2 de março de 2007, em uma vitória sobre o Denver Nuggets aos 40 anos, Mutombo se tornou o jogador mais velho na história da NBA a registrar mais de 20 rebotes em um jogo (foram 22).
Na temporada de 2007–08, Mutombo teve muito tempo de jogo quando Yao teve um osso quebrado e teve uma média de dois dígitos em robotes como titular. Em meio a uma sequência de 10 vitórias consecutivas no momento da lesão de Yao, Mutombo interveio e ajudou os Rockets a vencerem mais 12 jogos para completar uma seqüência de vitórias de 22 jogos, então um recorde de equipe.
Em 10 de janeiro de 2008, em uma vitória por 102–77 sobre o Los Angeles Lakers, Mutombo registrou cinco bloqueios e ultrapassou Kareem Abdul-Jabbar no total de bloqueios em sua carreira, perdendo apenas para Hakeem Olajuwon.
Depois de contemplar a aposentadoria e passar a primeira parte de 2008 como um agente livre, em 31 de dezembro de 2008, Mutombo assinou com o Houston Rockets pelo restante da temporada de 2008–09. Ele disse que 2009 seria sua "turnê de despedida" e sua última temporada; ele foi o jogador mais velho da NBA em 2009. No Jogo 1 da série de playoffs de primeira rodada de Houston contra Portland, Mutombo jogou por 18 minutos e teve nove rebotes, dois bloqueios e um roubo de bola.
Em abril de 2009, durante o Jogo 2 dos playoffs contra o Portland Trail Blazers, Mutombo disputou um rebote com Greg Oden, mas caiu de forma desajeitada e sofreu uma grave lesão, tendo de ser retirado de quadra. Após a partida, o pivô disse: "A minha carreira acabou". Mais tarde, foi confirmado que o tendão do quadríceps do joelho esquerdo foi rompido, e que seria necessária uma cirurgia. Aos 42 anos, Mutombo confirmou sua aposentadoria no dia 23 de abril, após 18 temporadas atuando na NBA.

## Estilo de jogo

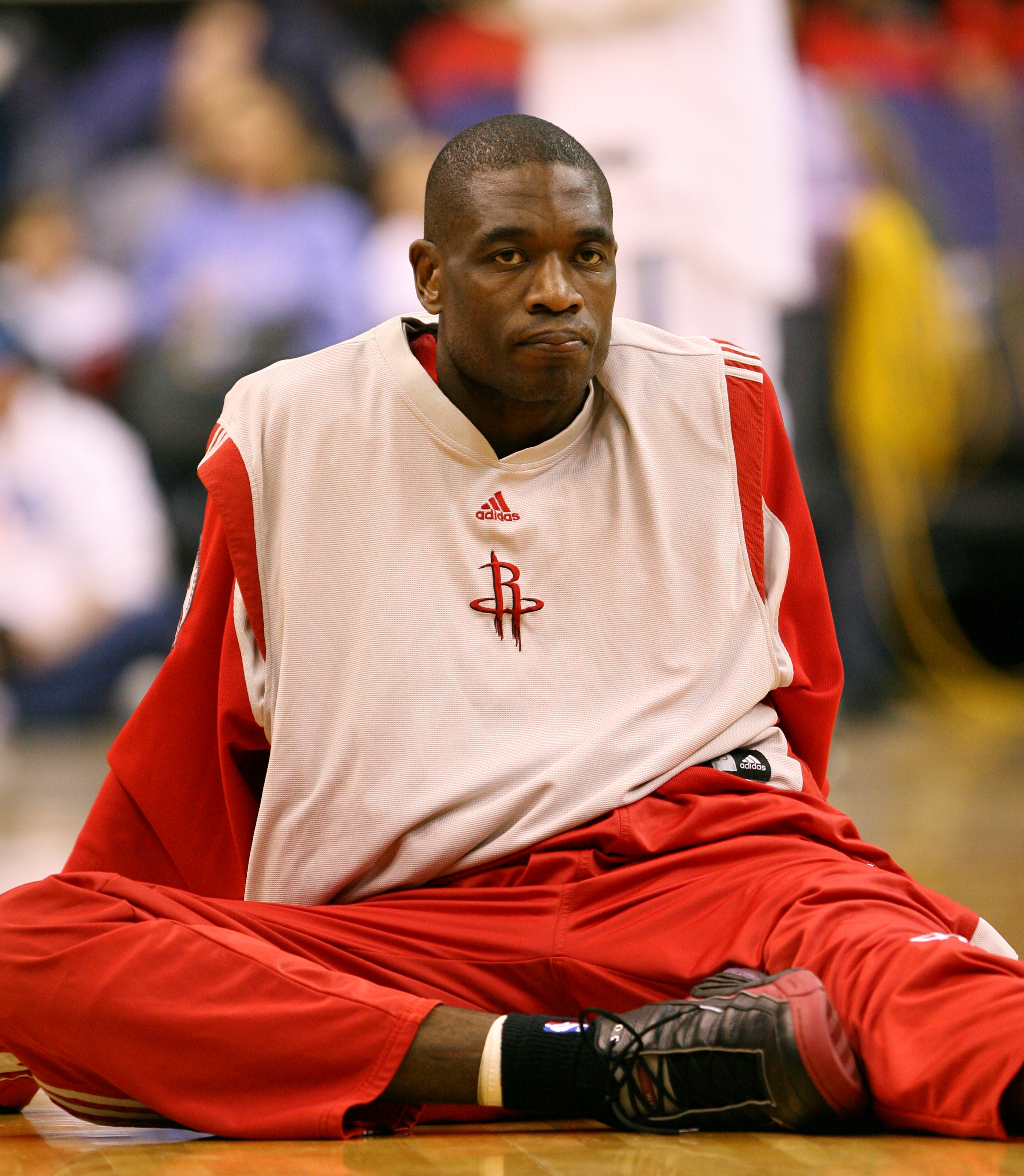
Mutombo pelos Rockets em 2006

Com 2,18m e 120kg, Mutombo atuou como pivô, onde foi considerado um dos maiores defensores de todos os tempos. Apelidado de "Mt. Mutombo", sua combinação de altura, força e braços longos levou a um recorde de quatro Prêmios de Jogador Defensivo do Ano, feito igualado apenas por Ben Wallace. Mutombo estava entre os três primeiros jogadores na votação de Jogador Defensivo do Ano por nove temporadas consecutivas, de 1994 a 2002. Os pontos fortes da proeza defensiva de Mutombo foram seu excelente bloqueio e os rebote. Ao longo de sua carreira, ele obteve uma média de 2,8 bloqueios e 10,3 rebotes por jogo. Ele é o segundo em bloqueios registrados, atrás apenas de Hakeem Olajuwon, e é o vigésimo reboteiro mais prolífico de todos os tempos. Ele também foi oito vezes para o All-Star Game, foi eleito três vezes para o All-NBA e seis vezes para o All-Defensive Teams. Junto com sua proeza defensiva, Mutombo também contribuiu ofensivamente, com média de pelo menos 10 pontos por jogo até atingir os 35 anos.
Mutombo também alcançou certo nível de notoriedade nas arquibancadas. Depois de um bloqueio bem-sucedido, ele era conhecido por insultar seus oponentes acenando com o dedo indicador, como um pai censurando um filho desobediente. Mais tarde em sua carreira, os oficiais da NBA responderiam ao gesto com uma falta técnica por conduta antidesportiva. Para evitar a falta técnica, Mutombo passou a acenar para a torcida após um bloqueio, o que não é considerado provocação pelas regras. Além disso, seus cotovelos eram conhecidos por ferir vários jogadores da NBA, incluindo Michael Jordan, Dennis Rodman, Charles Oakley, Patrick Ewing, Chauncey Billups, Ray Allen, Yao Ming, LeBron James e Tracy McGrady. Seu ex-colega de equipe, Yao Ming, fez uma piada sobre isso: "Preciso falar com o treinador para impedir que Dikembe treine, porque se ele bater em alguém no treino, é nosso companheiro de equipe. Pelo menos nos jogos, é 50/50".

## Vida pessoal

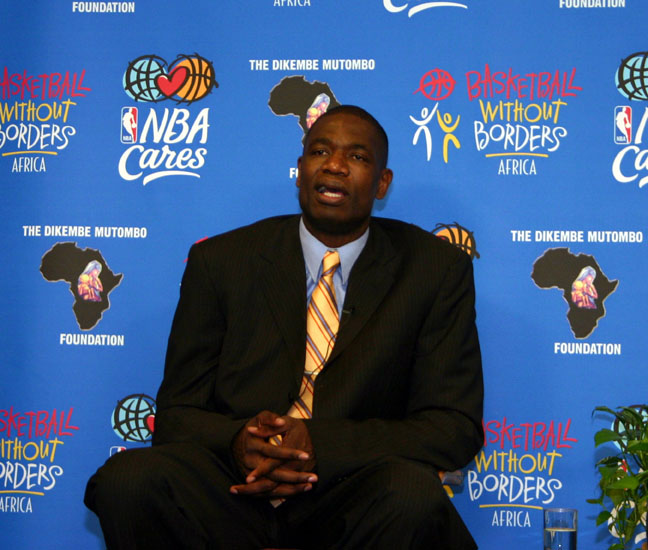
Mutombo discursando numa coletiva de imprensa em 2006

Em 1994, Mutombo iria se casar com Michelle Roberts, uma estudante de medicina, mas o casamento foi cancelado quando Roberts se recusou a assinar um acordo pré-nupcial na véspera do casamento.
Em 1987, o irmão mais velho de Mutombo, Ilo, começou a jogar basquete universitário na Divisão II pelo Southern Indiana Screaming Eagles como um calouro de 26 anos. Os irmãos jogaram um contra o outro em um jogo de 1990 no Capital Center.
Dikembe acabou se casando com sua esposa, Rose, que também é da República Democrática do Congo. Eles têm seis filhos, quatro dos quais são adotados.
Mutombo recebeu o título de Doutor honorário em Letras Humanas pela State University of New York College em Cortland em 2004 por seu trabalho humanitário na África. Mais recentemente, ele recebeu um doutorado honorário pela Universidade de Georgetown em 2010. Lá ele fez o discurso de formatura do Georgetown College of Arts and Sciences, da qual é ex-aluno. Ele também recebeu um doutorado honorário do Haverford College em maio de 2011.
Em novembro de 2015, a NCAA anunciou Mutombo como um destinatário do Silver Anniversary Awards de 2016. Os prêmios são apresentados anualmente a seis ex-atletas da NCAA no 25º aniversário do último ano acadêmico de suas carreiras universitárias, reconhecendo a excelência de jogo enquanto em faculdade e realização profissional após a faculdade. O anúncio citou sua carreira no basquete e extenso trabalho humanitário.
O sobrinho de Mutombo, Harouna Mutombo, jogou basquete universitário pelo Western Carolina Catamounts e profissionalmente na Europa. Harouna foi o artilheiro do time na temporada de 2009 e foi nomeado o Calouro do Ano da Conferência Sul. Seu sobrinho Haboubacar Mutombo também se comprometeu a jogar basquete no Western Carolina a partir de 2013. Seu sobrinho Mfiondu Kabengele jogou basquete universitário na Universidade Estadual da Flórida e foi o sexto homem do ano da ACC de 2018–19. Mais tarde, ele foi selecionado na primeira rodada do Draft da NBA de 2019 e assinou um contrato de jogo com o Los Angeles Clippers.
Mutombo estava entre aqueles que testemunharam os atentados a bomba no Aeroporto de Bruxelas em 22 de março de 2016. Pouco depois dos atentados, ele postou um relatório em sua página do Facebook dizendo que estava seguro. Sua primeira postagem dizia: "Deus é bom. Estou no aeroporto de Bruxelas com essa loucura. Estou bem."

## Morte
Em 15 de outubro de 2022, Mutombo anunciou que estava em tratamento para um tumor cerebral. O basquetebolista morreu no dia 30 de setembro de 2024, em Atlanta, vítima de câncer no cérebro.

## Aparições na mídia
Mutombo fez uma participação especial nos filmes Juwanna Mann e Like Mike, ambos de 2002, que mencionaram seu nome na música-tema "Basketball".
Em 2012, Mutombo emprestou sua voz e semelhança a um jogo em Flash no estilo de 16 bits lançado pela Old Spice.
Mutombo apareceu em um comercial de seguro de automóveis da GEICO em fevereiro de 2013, parodiando sua capacidade de bloqueio, aplicando-a a situações do mundo real.
Mutombo co-estrelou com Kevin Harvick em um comercial do Mobil 1 para sua marca de proteção anual, dizendo "Não troque seu óleo".

## Trabalho humanitário

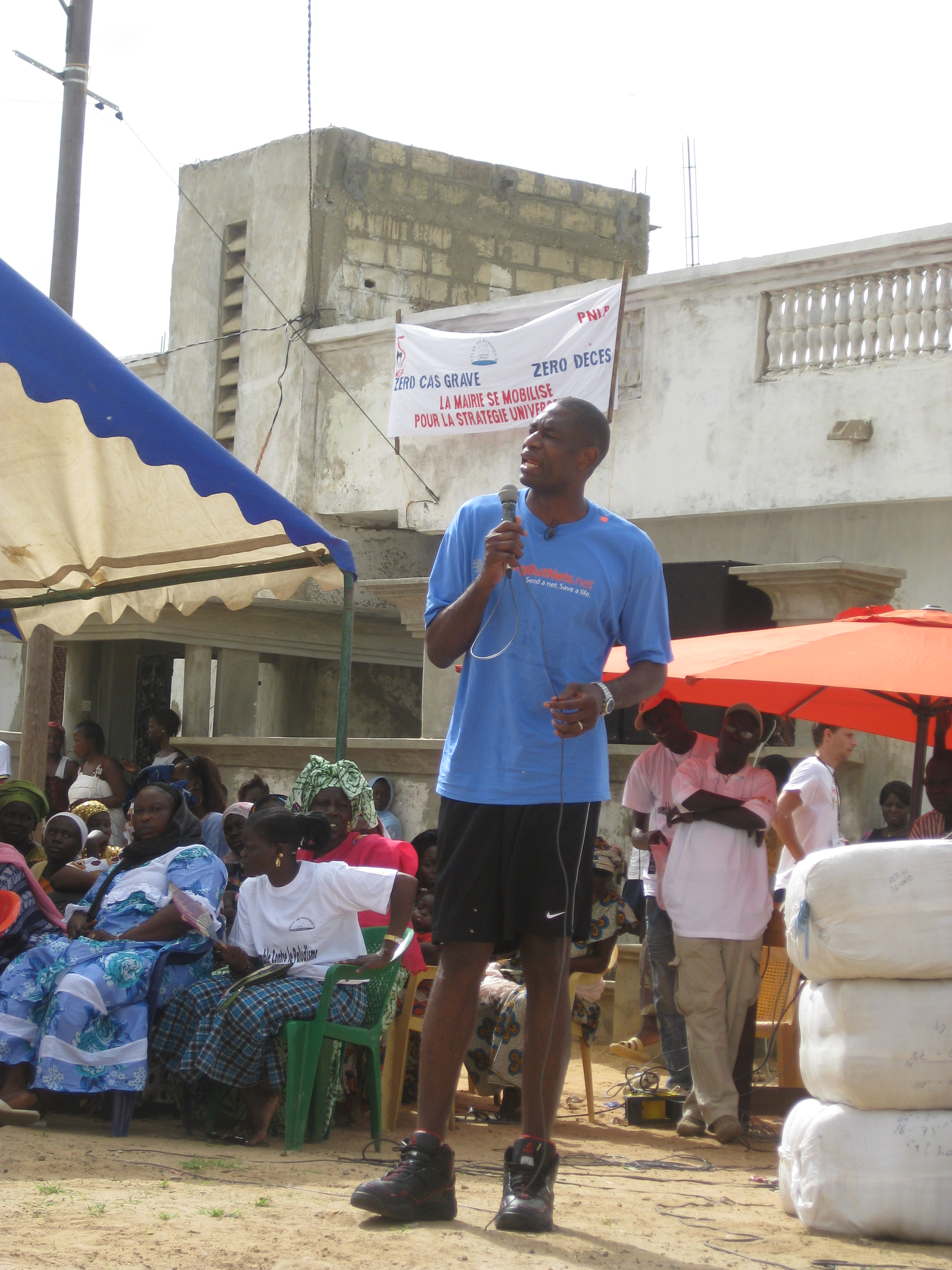
Mutombo falando à população senegalesa

Um humanitário conhecido, Mutombo fundou a Fundação Dikembe Mutombo para melhorar as condições de vida em sua terra natal, a República Democrática do Congo, em 1997. Seus esforços renderam-lhe o Prêmio de Cidadania J. Walter Kennedy da NBA em 2001 e 2009. Por seus feitos, a Sporting News nomeou ele como um dos "Bons rapazes do esporte" em 1999 e 2000 e, em 1999, foi eleito um dos 20 vencedores do Prêmio de Serviço do Presidente, a maior homenagem do país para serviço voluntário. 
Em 2004, ele participou do programa Basquete Sem Fronteiras da NBA, onde estrelas da NBA como Shawn Bradley, Malik Rose e DeSagana Diop viajaram pela África para divulgar o basquete e melhorar a infraestrutura. Ele pagou os uniformes e despesas do time de basquete feminino do Zaire durante os Jogos Olímpicos do Centenário de 1996 em Atlanta. Mutombo é porta-voz da agência internacional de ajuda humanitária CARE e é o primeiro Emissário Jovem do Programa de Desenvolvimento das Nações Unidas.
Mutombo foi um apoiador de longa data da Special Olympics e trabalhou como membro do Conselho de Diretores da Special Olympics International, bem como Embaixador Global. Ele foi um dos pioneiros do Unified Sports, que reúne pessoas com e sem deficiência intelectual. Ele também jogou na Unity Cup, na África do Sul, antes das quartas de final da Copa do Mundo FIFA de 2010, junto com o presidente sul-africano Jacob Zuma e os atletas das Olimpíadas Especiais de todo o mundo. Mutombo juntou-se à sua segunda equipe da Unity Cup em 2012.
Em homenagem a seu humanitarismo, Mutombo foi convidado para o discurso do presidente George W. Bush sobre o Estado da União em 2007 e foi referido como "filho do Congo" pelo presidente em seu discurso. Mutombo disse mais tarde: "Meu coração estava cheio de alegria. Não sabia que o presidente ia fazer comentários tão bons."
Em 13 de abril de 2011, a Escola de Saúde Pública Johns Hopkins Bloomberg concedeu a Mutombo o Prêmio Humanitário Goodermote "por seus esforços para reduzir a poliomielite globalmente, bem como seu trabalho para melhorar a saúde de populações negligenciadas e carentes na República Democrática do Congo". Michael J. Klag, reitor da Escola de Saúde Pública Bloomberg, disse: "O Sr. Mutombo é um vencedor em muitos aspectos - na quadra e como humanitário. Seu trabalho melhorou a saúde do povo da República Democrática do Congo e o Hospital e Centro de Pesquisa Biamba Marie Mutombo é um modelo para a região. Da mesma forma, o Sr. Mutombo tem sido fundamental na luta contra a pólio, reforçando os esforços de vacinação e levando tratamento às vítimas da doença."
Em 2012, a Fundação Mutombo, em parceria com a alma mater de Mutombo, a Universidade de Georgetown, deu início a uma nova iniciativa que visa atender crianças com deficiência visual de famílias de baixa renda na região de Washington, D.C.

### Hospital Biamba Marie Mutombo
Em 1997, a Fundação Mutombo iniciou os planos de abrir um hospital de US$ 29 milhões com 300 leitos nos arredores de sua cidade natal, a capital congolesa de Kinshasa. O terreno foi iniciado em 2001, mas a construção não começou até 2004, pois Mutombo teve problemas para obter doações no início, embora ele pessoalmente tenha doado US$ 3,5 milhões para a construção do hospital. No início, Mutombo teve algumas outras dificuldades, quase perdendo a terra para o governo porque não estava sendo usada e tendo que pagar aos refugiados que começaram a cultivar a terra para sair. Ele também se esforçou para reafirmar a alguns que não tinha motivos ocultos ou políticos para o projeto. De modo geral, o projeto foi muito bem recebido em todos os níveis sociais e econômicos em Kinshasa.
Em 14 de agosto de 2006, Mutombo doou US$ 15 milhões para a conclusão do hospital para sua inauguração cerimonial em 2 de setembro de 2006. Na época era chamado de Hospital Biamba Marie Mutombo, para sua falecida mãe, que morreu de derrame em 1997.
Quando foi inaugurada em 2007, a instalação de US$ 29 milhões se tornou a primeira instalação médica moderna a ser construída naquela área em quase 40 anos. Seu hospital fica em um terreno de 12 acres (49 000 m2) nos arredores de Kinshasa, onde cerca de um quarto dos 7,5 milhões de residentes da cidade vivem na pobreza. Fica a poucos minutos do aeroporto de Kinshasa e perto de um movimentado mercado ao ar livre.

### National Constitution Center
Mutombo atua no Conselho de Curadores do National Constitution Center na Filadélfia, que é um museu dedicado à Constituição dos EUA.

### SportsUnited
Em 2011, Mutombo também viajou para o Sudão do Sul como enviado esportivo da SportsUnited para o Departamento de Estado dos EUA. Nessa posição, ele trabalhou com Sam Perkins para liderar uma série de clínicas de basquete e exercícios de construção de equipes com 50 jovens e 36 técnicos. Isso ajudou a contribuir para a missão do Departamento de Estado de remover barreiras e criar um mundo no qual as pessoas com deficiência desfrutem de dignidade e plena inclusão na sociedade.

## Estatísticas da NBA

### Temporada regular
| Ano      | Equipe       | PJ   | PT  | MPP  | %TC  | %3P  | %TL  | RPP  | APP | ROB | TPP | PPP  |
| -------- | ------------ | ---- | --- | ---- | ---- | ---- | ---- | ---- | --- | --- | --- | ---- |
| 1991–92  | Denver       | 71   | 71  | 38.3 | .493 | .000 | .642 | 12.3 | 2.2 | 0.6 | 3.0 | 16.6 |
| 1992–93  | Denver       | 82   | 82  | 36.9 | .510 | .000 | .681 | 13.0 | 1.8 | 0.5 | 3.5 | 13.8 |
| 1993–94  | Denver       | 82   | 82  | 34.8 | .569 | .000 | .583 | 11.8 | 1.5 | 0.7 | 4.1 | 12.0 |
| 1994–95  | Denver       | 82   | 82  | 37.8 | .556 | .000 | .654 | 12.5 | 1.4 | 0.5 | 3.9 | 11.5 |
| 1995–96  | Denver       | 74   | 74  | 36.7 | .499 | .000 | .695 | 11.8 | 1.5 | 0.5 | 4.5 | 11.0 |
| 1996–97  | Atlanta      | 80   | 80  | 37.2 | .527 | .000 | .705 | 11.6 | 1.4 | 0.6 | 3.3 | 13.3 |
| 1997–98  | Atlanta      | 82   | 82  | 35.6 | .537 | .000 | .670 | 11.4 | 1.0 | 0.4 | 3.4 | 13.4 |
| 1998–99  | Atlanta      | 50   | 50  | 36.6 | .512 | .000 | .684 | 12.2 | 1.1 | 0.3 | 2.9 | 10.8 |
| 1999–00  | Atlanta      | 82   | 82  | 36.4 | .562 | .000 | .708 | 14.1 | 1.3 | 0.3 | 3.3 | 11.5 |
| 2000–01  | Atlanta      | 49   | 49  | 35.0 | .477 | .000 | .695 | 14.1 | 1.1 | 0.4 | 2.8 | 9.1  |
| 2000–01  | Philadelphia | 26   | 26  | 33.7 | .495 | .000 | .759 | 12.4 | 0.8 | 0.3 | 2.5 | 11.7 |
| 2001–02  | Philadelphia | 80   | 80  | 36.3 | .501 | .000 | .764 | 10.8 | 1.0 | 0.4 | 2.4 | 11.5 |
| 2002–03  | New Jersey   | 24   | 16  | 21.4 | .374 | .000 | .727 | 6.4  | 0.8 | 0.2 | 1.5 | 5.8  |
| 2003–04  | New York     | 65   | 56  | 23.0 | .478 | .000 | .681 | 6.7  | 0.4 | 0.3 | 1.9 | 5.6  |
| 2004–05  | Houston      | 80   | 2   | 15.2 | .498 | .000 | .741 | 5.3  | 0.1 | 0.2 | 1.3 | 4.0  |
| 2005–06  | Houston      | 64   | 23  | 14.9 | .526 | .000 | .758 | 4.8  | 0.1 | 0.3 | 0.9 | 2.6  |
| 2006–07  | Houston      | 75   | 33  | 17.2 | .556 | .000 | .690 | 6.5  | 0.2 | 0.3 | 1.0 | 3.1  |
| 2007–08  | Houston      | 39   | 25  | 15.9 | .538 | .000 | .711 | 5.1  | 0.1 | 0.3 | 1.2 | 3.0  |
| 2008–09  | Houston      | 9    | 2   | 10.7 | .385 | .000 | .667 | 3.7  | 0.0 | 0.0 | 1.2 | 1.8  |
| Total    | Total        | 1196 | 997 | 30,8 | .518 | .000 | .684 | 10.3 | 1.0 | 0.4 | 2.7 | 9.8  |
| All-Star | All-Star     | 8    | 3   | 17.5 | .595 | .000 | .750 | 9.3  | 0.3 | 0.4 | 1.2 | 6.3  |

### Playoffs
| Ano   | Equipe       | PJ  | PT | MPP  | %TC   | %3P  | %TL   | RPP  | APP | ROB | TPP | PPP  |
| ----- | ------------ | --- | -- | ---- | ----- | ---- | ----- | ---- | --- | --- | --- | ---- |
| 1994  | Denver       | 12  | 12 | 42.6 | .463  | .000 | .602  | 12.0 | 1.8 | 0.7 | 5.8 | 13.3 |
| 1995  | Denver       | 3   | 3  | 28.0 | .600  | .000 | .667  | 6.3  | 0.3 | 0.0 | 2.3 | 6.0  |
| 1997  | Atlanta      | 10  | 10 | 41.5 | .628  | .000 | .719  | 12.3 | 1.3 | 0.1 | 2.6 | 15.4 |
| 1998  | Atlanta      | 4   | 4  | 34.0 | .458  | .000 | .625  | 12.8 | 0.3 | 0.2 | 2.2 | 8.0  |
| 1999  | Atlanta      | 9   | 9  | 42.2 | .563  | .000 | .702  | 13.9 | 1.2 | 0.6 | 2.6 | 12.6 |
| 2001  | Philadelphia | 23  | 23 | 42.7 | .490  | .000 | .777  | 13.7 | 0.7 | 0.6 | 3.1 | 13.9 |
| 2002  | Philadelphia | 5   | 5  | 34.6 | .452  | .000 | .615  | 10.6 | 0.6 | 0.4 | 1.8 | 8.8  |
| 2003  | New Jersey   | 10  | 0  | 11.5 | .467  | .000 | 1.000 | 2.7  | 0.6 | 0.3 | 0.9 | 1.8  |
| 2004  | New York     | 3   | 0  | 12.7 | .333  | .000 | 1.000 | 3.3  | 0.0 | 0.3 | 1.3 | 2.3  |
| 2005  | Houston      | 7   | 0  | 14.4 | .545  | .000 | .769  | 5.0  | 0.3 | 0.3 | 1.0 | 3.1  |
| 2007  | Houston      | 7   | 0  | 5.7  | 1.000 | .000 | 1.000 | 1.6  | 0.1 | 0.0 | 0.4 | 1.3  |
| 2008  | Houston      | 6   | 6  | 20.5 | .615  | .000 | .636  | 6.5  | 0.3 | 0.2 | 1.8 | 3.8  |
| 2009  | Houston      | 2   | 0  | 10.0 | .000  | .000 | .000  | 4.5  | 0.0 | 0.5 | 1.0 | 0.0  |
| Total | Total        | 101 | 72 | 30.9 | .517  | .000 | .703  | 9.5  | 0.8 | 0.4 | 2.5 | 9.1  |